# 青海广播电视台
青海广播电视台是中华人民共和国青海省的省级国营广播电视机构，于2011年1月21日由青海电视台和青海人民广播电台合并成立。由青海人民广播电台和青海电视台合并组建，为省政府直属事业单位，接受中共青海省党委宣传部领导。

## 频道列表

### 电视服务
青海广播电视台电视服务源于1971年1月1日成立的青海电视台:92，现有4个电视频道。
| 頻道名稱 | 语言                 | 广播格式                    | 啟播時間 | 频道前身                                                                              | 備註                                                                                             | 備註 |
| 青海卫视 | 普通話               | SD: PAL 576i 16:9 HD: 1080i | 标清版：1971年1月1日（开播） 1997年1月1日（上星） 高标清16:9同播：2016年6月30日                                             | 西宁电视台 青海电视台 (主频) 青海电视台第一套节目 (4频道)                             | 国家广电总局备案名称为青海广播电视台新闻综合频道                                                 |      |
| 青海经视 | 普通話、青海话       | SD: PAL 576i 16:9           | 标清版：1980年代（开播） 标清16:9: 2020年11月18日                                                                           | 青海电视台第二套节目 (11频道)                                                         | 以“做百姓身边的频道”为宗旨，是青海省最具影响力的地面频道。电视画面的台标加上 "青海生活" 的字句。 |      |
| 都市频道 | 普通話               | SD: PAL 576i 16:9           | 标清版：2001年7月1日（开播） 标清16:9: 2020年11月18日                                                                       | 青海有线电视一台 青海电视台第三套节目 青海电视台影视综艺频道                          | 2013年9月改为现名，该频道是面对都市设置的地面综合频道。                                          |      |
| 安多卫视 | 藏语安多方言、普通話 | PAL 576i 16:9               | 标清版：2001年7月1日（开播） 2006年2月28日（上星） 2013年10月1日（更名） 2015年5月15日（再次更名） 标清16:9: 2020年11月18日 | 青海有线电视二台 青海电视台第四套节目 青海电视台4频道 青海电视台综合频道 青海藏语卫视 | 中国大陆唯一一家使用藏语安多方言播出的电视频道                                                   |      |

### 广播服务
青海广播电视台广播服务源于1949年9月14日成立的青海人民广播电台，现有5个广播频率。
| 頻道名稱     | 语言   | 频道频率                                                                 | 啟播時間      | 频道前身                     | 備註 |
| 新闻综合广播 | 普通話 | FM98.9 AM666                                                             | 1949年9月14日 | 青海人民广播电台（主频呼号） |      |
| 经济广播     | 普通話 | FM107.5 AM1143                                                           |               |                              |      |
| 交通音乐广播 | 普通話 | FM97.2 FM89.3（格尔木） FM103.4（德令哈） FM93.5（湟源） FM106.5（海东） | 1999年6月     |                              |      |
| 生活广播     | 普通話 | FM90.3                                                                   |               |                              |      |
| 藏语广播     | 藏语   | FM99.7                                                                   |               |                              |      |